# Henry Vaughan
Henry Vaughan (Newton (Breconshire), 17 april 1622 – Llansantffraed (nabij Brecon, Wales), 28 april 1695) was een Welsh dichter en arts. Vaughan werd geboren in het dorp Llansanffraid, nabij Brecon, waar hij het grootste deel van zijn leven doorbracht en ook werd begraven. 
Samen met zijn tweelingbroer, de latere filosoof Thomas Vaughan, studeerde hij aan de Universiteit van Oxford. In 1640 ging Henry naar Londen om nog twee jaar rechten te studeren. Zijn studie werd onderbroken door de Engelse Burgeroorlog, waarin hij de kant koos van de royalisten. In 1642 keerde hij terug naar Wales als gerechtssecretaris en later vestigde hij zich als arts. Hij trouwde met Catherine Wise en kreeg met haar vier kinderen.
In 1646 verscheen zijn eerste bundel, Poems with the Tenth Satire of Juvenal Englished.
In 1650 volgde het eerste deel van Silex Scintillans, Sacred poems and private ejaculations, een verzameling religieuze gedichten, waarvan vijf jaar later het tweede deel verscheen. Daarin sprak hij over een spirituele hergeboorte, die hij toeschreef aan zijn bewondering voor George Herbert. Ook John Donne inspireerde hem, en met onder andere deze twee dichters wordt Vaughan gerekend tot de Metaphysical poets. Tussen deze publicaties in kwam een bundel met seculiere poëzie onder de titel Olor Iscanus (1651).
Vaughan hield van de natuur in zijn land en noemde zichzelf een Silurist, naar de Keltische bevolkingsgroep de Siluriërs die aan het begin van onze jaartelling leefde in het zuiden van Wales en bekendstond als een dapper en strijdvaardig volk dat zich hevig verzette tegen de inval van de Romeinen in het jaar 48. 
Na de dood van zijn eerste vrouw trouwde hij met haar zus Elizabeth, en kreeg ook met haar vier kinderen. Zijn latere werk, waaronder Thalia rediviva (1678), haalde niet meer het niveau van de Silex.
Overig werk van Vaughan omvat onder andere The mount of olives: or, Solitary devotions (1652) en Flores solitudinis (1654).